# Поликарп (Тугаринов)
Архимандрит Поликарп (в миру Пётр Андреевич Тугаринов; 1799 или 1806, Ярославская губерния, Российская империя — 8 [20] февраля 1894, Ростов, Ярославская губерния, Российская империя) — священнослужитель Русской православной церкви.

## Биография
Родился в семье ярославского священника Андрея Тугаринова в 1806 году, хотя источники называют годом рождения и 1799 год.
Окончил Ярославскую духовную семинарию и в августе 1827 года поступил в Санкт-Петербургскую духовную академию, где в ноябре 1829 года, будучи студентом высшего класса, принял монашество с именем Поликарп и в январе 1830 года будучи в сане иеродиакона был зачислен в состав 11-й Пекинской миссии. По приезде в Пекин, изучал восточные языки — китайский, маньчжурский и тибетский. В свидетельстве, выданном ему в октябре 1835 года Советом миссии значилось, что он занимался «китайским языком <…> с успехом превосходным, маньчжурским — очень успешно и тибетским — хорошо». В Пекине он также увлекся изучением буддизма, а в 1833 году, после того как ему удалось приобрести уникальное собрание буддийских книг на китайском языке «Ганчжур» и «Данчжур», он предпринял переводы отдельных сюжетов из буддийских трактатов на русский. Из-за тяжелой болезни в конце 1835 года, в середине срока работы духовной миссии, рассчитанного на 10 лет, он был вынужден раньше срока вернуться в Россию.
В 1838 году продолжил обучение в Петербургской духовной академии, прерванное из-за поездки в Китай; 1 августа 1838 года стал иеромонахом и по окончании курса академии в июле 1839 года получил степень магистра богословия за диссертацию «О причинах цветущего состояния церковного в IV христианском веке». В том же году, по возведении в сан «архимандрита со степенью настоятеля третьеклассного монастыря», был назначен начальником 12-й Пекинской духовной миссии.
Регулярно докладывая в Азиатский департамент МИДа о научных занятиях членов миссии, он особо выделял труды Палладия (Кафарова) и В. В. Горского (1819—1847), отмечая их успехи, способности и трудолюбие. Также успешно завершил начатые Н. И. Любимовым, длившиеся не один год трудные переговоры с цинскими властями о сокращении сроков пребывания в Пекине каждого состава миссии до 6 лет.
В 1840 году по ходатайству Азиатского департамента Министерства иностранных дел он был «возведён в степень настоятеля первоклассного монастыря», в 1844 году награжден орденом Св. Анны 3-й степени с императорской короной. По возвращении из Китая награждён орденом Св. Владимира 3-й степени и пожизненной пенсией в 1500 рублей.
Синод предложил ему настоятельство в московском ставропигиальном Донском монастыре или должность викарного епископа. Однако Поликарп отказался, сославшись на расстроенное здоровье, и попросил уволить его на покой. В 1851 году поселился в Югском монастыре, где в 1863 году после смерти настоятеля Варфоломея был избран настоятелем. В том же 1863 году он был назначен благочинным соборов и монастырей Рыбинска и Мологи.
Скончался в Ростове 8 (20) февраля 1894 года.